# チクローネ級水雷艇
チクローネ級水雷艇（イタリア語: Classe Cicrone）とは、イタリア王国海軍（Regia Marina）が第二次世界大戦において運用した水雷艇である。アニモソ級水雷艇（イタリア語: Classe Animoso）と呼ばれることもある。

## 概要
チクローネ級水雷艇は、オルサ級水雷艇と同様に船団護衛を強く意識しており、対空機関砲の増設や爆雷投射機の設置などが建造当初から行われている。船によっては、主砲の100mm単装砲を3基に増設して対水上火力を強化している。
オルサ級水雷艇よりも全幅が1.6mほど拡張され安定性は向上しているが、その分最高速度も2ノットほど低下している。
起工はイタリア参戦後の1941年から始められ、1943年9月のベニート・ムッソリーニ失脚およびイタリア王国無条件降伏までに16隻が就役した。
このうち「インパヴィド」、「アルディート」、「イントレーピド」の3隻はイタリア無条件降伏後にナチスドイツ海軍（Kriegsmarine）に接収され、それぞれTA23、TA25、TA26の名称を付与されたうえでドイツ海軍の手で運用されたが、3隻とも1945年までに失われた。
さらに第二次世界大戦終結まで生き残った5隻も、1947年に結ばれたパリ条約に基づいて、1949年に3隻がソビエト連邦、2隻がユーゴスラビアにそれぞれ賠償艇として譲渡されたためイタリア共和国海軍（Marina Militare）の手元には残らなかった。

## 兵装
兵装は基本的に対潜・対空重視であるが、魚雷発射管と機雷敷設機能も備えられている。ただし搭載する火砲と機関砲は船毎に差異があり、以下の3タイプに分類される。
- 100mm単装砲×3基、20mm機関砲×8門

「ギブリ」「インパヴィド」「インペトゥオーソ」「インドミト」、「モンソーネ」
- 100mm単装砲×2基、20mm機関砲×10門

「アリセオ」、「アルデンテ」、「チクローネ」、「フォルトゥナーレ」、「グロッポ」、「ティフォーネ」、「ウラガーノ」
- 100mm単装砲×2基、20mm機関砲×12門

「アニモソ」、「アルディート」、「アルディメントーソ」、「イントレーピド」

## 同型艇
| 艦名                           | 識別記号 | 起工                                                               | 進水          | 就役           | 退役                                                                                         |
| ------------------------------ | -------- | ------------------------------------------------------------------ | ------------- | -------------- | -------------------------------------------------------------------------------------------- |
| アリセオ Aliseo                | AS       | 1941年9月16日 カステッランマーレ・ディ・スタービア、Navalmeccanica | 1942年9月20日 | 1943年9月28日  | 1949年5月3日、ユーゴスラビア海軍に賠償艇として譲渡。                                         |
| アニモソ Animoso               | AM       | 1941年4月3日 ジェノヴァ、アンサルド造船                            | 1942年4月15日 | 1942年8月14日  | 1949年3月16日、ソ連海軍に賠償艇として譲渡され、ラードヌイ（Ладный）と改名。                  |
| アルデンテ Ardente             | AD       | 1941年4月7日 ジェノヴァ、アンサルド造船                            | 1942年5月27日 | 1942年9月30日  | 1943年1月12日、沈没。                                                                        |
| アルディメントーソ Ardimentoso | AZ / AT  | 1941年4月7日 ジェノヴァ、アンサルド造船                            | 1942年6月27日 | 1942年12月14日 | 1949年2月28日、ソ連海軍に賠償艇として譲渡され、リュートィイ（Лютый）と改名。                 |
| アルディート Ardito            | AR       | 1941年4月3日 ジェノヴァ、アンサルド造船                            | 1942年3月14日 | 1942年6月30日  | 1943年9月、ドイツ海軍に接収されTA25と改名。1944年6月14日、撃沈                               |
| チクローネ Ciclone             | CI       | 1941年5月9日 トリエステ、CRDA                                      | 1942年3月1日  | 1942年5月21日  | 1943年3月20日、沈没                                                                          |
| フォルトゥナーレ Fortunale     | FT       | 1941年5月9日 トリエステ、CRDA                                      | 1942年4月18日 | 1942年5月16日  | 1949年3月1日、ソ連海軍に賠償艇として譲渡され、リョートヌイ（Лётный）と改名。                 |
| ギブリ Ghibli                  | GH       | 1942年8月30日 カステッランマーレ・ディ・スタービア、Navalmeccanica | 1943年2月28日 | 1943年7月24日  | 1949年9月、ドイツ海軍に接収される。1945年4月25日、ラ・スペツィアにて自沈。                   |
| グロッポ Groppo                | GP       | 1941年6月18日 カステッランマーレ・ディ・スタービア、Navalmeccanica | 1942年4月19日 | 1942年8月31日  | 1943年5月25日、沈没。                                                                        |
| インパヴィド Impavido          | IM       | 1941年8月15日 セストリ・レヴァンテ、Riva Trigoso造船所             | 1943年2月24日 | 1943年4月30日  | 1943年9月、ドイツ海軍に接収されTA23と改名。1944年4月25日、沈没。                             |
| インペトゥオーソ Impetuoso     | IP       | 1941年8月15日 セストリ・レヴァンテ、Riva Trigoso造船所             | 1943年4月20日 | 1943年6月7日   | 1943年9月11日、自沈                                                                          |
| インドミト Indomito            | ID       | 1942年1月10日 セストリ・レヴァンテ、Riva Trigoso造船所             | 1943年7月6日  | 1943年8月4日   | 1949年4月24日、賠償艇としてユーゴスラビア海軍に譲渡。                                        |
| イントレーピド Inrepido        | IT       | 1942年1月31日 セストリ・レヴァンテ、Riva Trigoso造船所             | 1943年9月8日  | 1944年1月16日  | 1943年9月、ドイツ海軍に接収されTA26と改名。ドイツ軍により艤装されるが、1944年6月21日、自沈。 |
| モンソーネ Monsone             | MS       | 1941年6月18日 カステッランマーレ・ディ・スタービア、Navalmeccanica | 1942年6月7日  | 1942年11月28日 | 1943年3月1日、沈没                                                                           |
| ティフォーネ Tifone            | TF       | 1941年6月17日 トリエステ、CRDA                                     | 1942年3月31日 | 1942年7月11日  | 1943年5月7日、チュニスにて自沈。                                                             |
| ウラガーノ Uragano             | UR       | 1941年6月17日 トリエステ、CRDA                                     | 1942年5月3日  | 1942年9月26日  | 1943年2月3日、シチリア海峡にて沈没。                                                         |